# James Maynard
James Maynard  (Chelmsford, 10 de junho de 1987) é um matemático britânico, que trabalha com teoria analítica dos números, conhecido por seu trabalho sobre intervalo entre primos.
Maynard estudou matemática e obteve um mestrado na Universidade de Cambridge, obtendo um doutorado em 2013 na Universidade de Oxford, orientado por Roger Heath-Brown, com a tese Topics in Analytic Number Theory. Esteve no pós-doutorado na Universidade de Montreal em 2013/2014. É desde 2013 fellow do Magdalen College, Universidade de Oxford.
Recebeu o Prêmio SASTRA Ramanujan de 2014 e o Prêmio Whitehead de 2015.
Em 2018 foi convidado como palestrante do Congresso Internacional de Matemáticos no Rio de Janeiro.

## Obras
- 3-tuples have at most 7 prime factors infinitely often, Proc. Cambridge Philosophical Society, Volume 155, 2013, p. 443–457, Arxiv
- On the Brun-Titchmarsh Theorem, Acta Arithmetica, Volume 157, 2013, p. 249–296, Arxiv
- Almost-prime k-tuples, Mathematika, Volume 60, 2014, p. 108–138, Arxiv
- Large gaps between primes, 2014,  Arxiv
- Small gaps between primes, Annals of Mathematics, Volume 181, 2015, p. 383–413, Arxiv